# Heco
Das Unternehmen Heco wurde 1949 von Gerhard Richard Hennel und seiner Frau Susanne als Heco Hennel & Co. KG in Schmitten im Hochtaunuskreis als Unternehmen für die Herstellung von Lautsprechern für Kinos und Gaststätten gegründet.
Ab 1960 lieferte Heco Chassis für Braun, Dual und Telefunken. Mit den Modellen B200 und B300 kamen 1964 die ersten Hi-Fi-Lautsprecherboxen unter eigenem Namen auf den Markt. 1969 wurde der Wettbewerber FEHO mit seiner Produktion in Remscheid übernommen und ein rechtlich selbstständiges Werk in Berlin errichtet. Heco produzierte auch Studio-Monitore für professionelle Anwendungen wie Rundfunk-Studios, darunter das aktive Modell Heco P7302.
Nach dem Tod des Seniorchefs Gerhard Hennel wurden 1972 die Namensrechte sowie die Produktionsstandorte in Schmitten und Remscheid durch seine Witwe Susanne an die britische Rank Organisation verkauft. Das Sortiment wurde um Receiver und Schallplattenspieler erweitert. Das Berliner Werk blieb zunächst mit seiner Marke Visonik selbständig, fertigte für CEC, Dahl und dem Unternehmen ihres Sohnes Hans-Günter Hennel Summit, bis es 1979 von der Bruns-Unternehmensgruppe übernommen wurde.
1996 übernahm der US-amerikanische Recoton-Konzern die Markenrechte. 2003 erwarb Audiovox (heute Voxx Interrnational) die insolvente Recoton. Auf dem ehemaligen Betriebsgelände in Schmitten entstand dann ein Rewe-Markt.
Anfang des Jahrtausends (ca. 2008) war Heco nur noch eine Marke unter dem Dach der Magnat Audio-Produkte GmbH, die später zu Premium Audio Company Germany GmbH umfirmierte. Dabei wurde auch Magnat eine reine Marke des Unternehmens, das ein Teil der VOXX German Holdings GmbH (beide mit Sitz in Pulheim) ist, einem Tochterunternehmen von Voxx International mit Sitz in Orlando, Florida.